# Неман, Иосиф Григорьевич
Ио́сиф Григо́рьевич Не́ман (13 (26) февраля 1903 — 18 ноября 1952) — советский учёный и конструктор в области авиационной техники, профессор (1938).

## Биография
Родился в Белостоке Гродненской губернии в еврейской семье. Отец Гирш Меер-Лейбович Неман — столяр, мать Шоша Куселевна Неман — швея.
В годы Гражданской войны вступил добровольцем в Красную Армию. Служил политпросветработником политотдела 4-й армии, затем — в политуправлении Харьковского военного округа и Украинского военного округа.

С 1926 года — в КБ К. А. Калинина. Принимал участие в создании ряда самолётов ОКБ. Окончил Харьковский технологический институт (1929).
С 1936 года — главный конструктор КБ завода № 135.
В 1930—1938 (в 1936—1938 гг. — по-совместительству) и 1944—1952 годах заведующий кафедрой конструкции самолётов Харьковского авиационного института. Под его руководством создан первый в Европе скоростной пассажирский самолёт ХАИ-1 с убирающимся в полёте шасси, учебно-боевой самолёт ХАИ-3, скоростные разведчики ХАИ-5 (Р-10) и ХАИ-6 и штурмовики «Ива́нов», ХАИ-51, ХАИ-52.
Арестован 11 декабря 1938 года, работал в ЦКБ-29 НКВД СССР над созданием бомбардировщиков Пе-2, Ту-2.
Постановлением Президиума Верховного Совета СССР от 19 июля 1941 досрочно освобожден от дальнейшего отбытия наказания со снятием судимости.
 После освобождения, работал в ОКБ авиазавода в Омске. С 1942 г. на заводе № 22 (г. Казань) заместителем В. М. Мясищева.

Умер от лейкемии.
 Похоронен на 2-м городском кладбище в г. Харькове.
Определением Военной коллегии Верховного суда СССР от 5 ноября 1955 реабилитирован.

## Награды
- Орден Красной Звезды . Награждён 17 августа 1933 года «За создание и постройку пассажирского самолёта, отличающегося исключительными летными качествами».
- Медаль «За доблестный труд в Великой Отечественной войне 1941—1945 гг.»

## Примечание
В 1930 г. И. Г. Неман был назначен на профессорскую должность заведующего кафедрой конструкций самолётов ХАИ, не имея учёной степени и учёного звания.

Звание профессора И. Г. Неман получил в 1938 г. за успешное ведение и организацию учебного процесса, не имея учёной степени.

В ноябре 1952 г. была запланирована защита докторской диссертации, которая не состоялась ввиду смерти И. Г. Немана.